# 黄峨
黃峨（1498年—1569年），“峨”又作“娥”，字秀眉，出生于遂宁（今四川省遂宁市西眉镇福果乡皇榜石），明代女作家、诗人，尚书黄珂之女，状元杨慎之妻。

## 家世
祖父黄宗泗，正统六年（1441年）举人，官云南大姚县知县。父黄珂，成化二十年（1484年）进士，官至南京工部尚书，谥“简肃”。母聂氏，为湖北黄梅县县尉聂新與孺人陳氏所生之女。弟黄崋，嘉靖十一年（1532年）进士，官至光禄寺卿。黄峨为黄珂次女。
黄峨幼习诗书，工诗词，尤擅散曲，“才艺冠女班”。父黄珂与首辅杨廷和交往多年。廷和子杨慎為正德六年（1511年）状元，授翰林院修撰。楊慎原配王氏，为成化二十年进士、礼部主事王溥之女。正德十三年（1518年）七月，王氏病故。次年冬天，黄峨与杨慎结婚。
嘉靖三年（1524年），杨慎因“大礼议”触怒世宗，廷杖后谪戍云南永昌卫 (今保山市)。黄峨护送丈夫至湖广江陵。是年冬，黄峨独自溯江而上，回到四川新都，居住在杨慎老家。返回新都。此后於杨慎聚少离多。嘉靖三十八年（1559年）六月，杨慎客死异乡。亲自奔丧到沪州，扶柩回故里安葬。
隆庆三年（1569年），黄峨病故，享年72岁。

## 文学风格
黄娥的文学创作大致分为三个时期：

### 诗歌阶段

#### 读书闺中时期（21岁之前）
早年少女时期的作品豪放爽朗，文笔生动活泼，表现了少女天真烂漫、生机勃勃之态，如《天净沙》：
哥哥大大娟娟，风风韵韵般般，刻刻时时盼盼，心心原原，双双对对鹣鹣！
娟娟大大哥哥，婷婷弱弱多多，件件堪堪可可，藏藏躲躲，哜哜世世婆婆。

#### 婚后五年时期（21岁到26岁）
21岁，黄娥嫁给杨慎，嫁给杨慎之后夫妻生活六年中的作品则描写了浪漫的爱情生活和家庭之乐，如《庭榴》诗 ：
 移来西域种多奇，槛外绯花掩映时。不为秋深能结实，肯于夏半烂生姿。翻嫌桃李开何早，独秉灵根放故迟。朵朵如霞明照眼，晚凉相对更相宜。

#### 丈夫被贬时期（26岁到去世）
26岁之后，杨慎被贬之后夫妻分隔两地的作品则描写了对丈夫的思念，作品中充满了孤独寂寞和愁苦，如《罗江怨》：
 空庭月影斜，东方亮也。金鸡惊散枕边蝶。长亭十里，阳关三叠。
相思相见何年月？泪流襟上血，愁穿心上结。鸳鸯被冷雕鞍热。

## 亲属
- 父亲：黄珂
- 母亲：聂氏
- 異母姐：嫁國子生王錦
- 異母兄：黃㠐[4]
- 胞弟：黃崋、黃峯
- 公公：杨廷和
- 丈夫：杨慎

## 作品
- 《杨升庵夫妇散曲》

## 评价
明朝文学家徐渭：“才艺冠女班”，“旨趣闲雅，风致翩翩，填词用韵，天然合律”，“予为之左逊焉。”
清朝诗人钱谦益《历朝诗集小传》：“闺门肃穆，用修亦敬惮”。

## 纪念
有黄夫人祠。1961年，升庵桂湖入列四川省文物保护单位，与升庵祠隔湖相望的沉霞榭，辟为“黄峨馆”，馆内有黄峨塑像。